# 화유옹주
화유옹주(和柔翁主, 1740년 음력 9월 29일 ~ 1777년 음력 5월 21일)는 조선의 왕족으로, 영조의 10녀이며, 어머니는 귀인 조씨이다.

## 생애

### 출생과 혼인

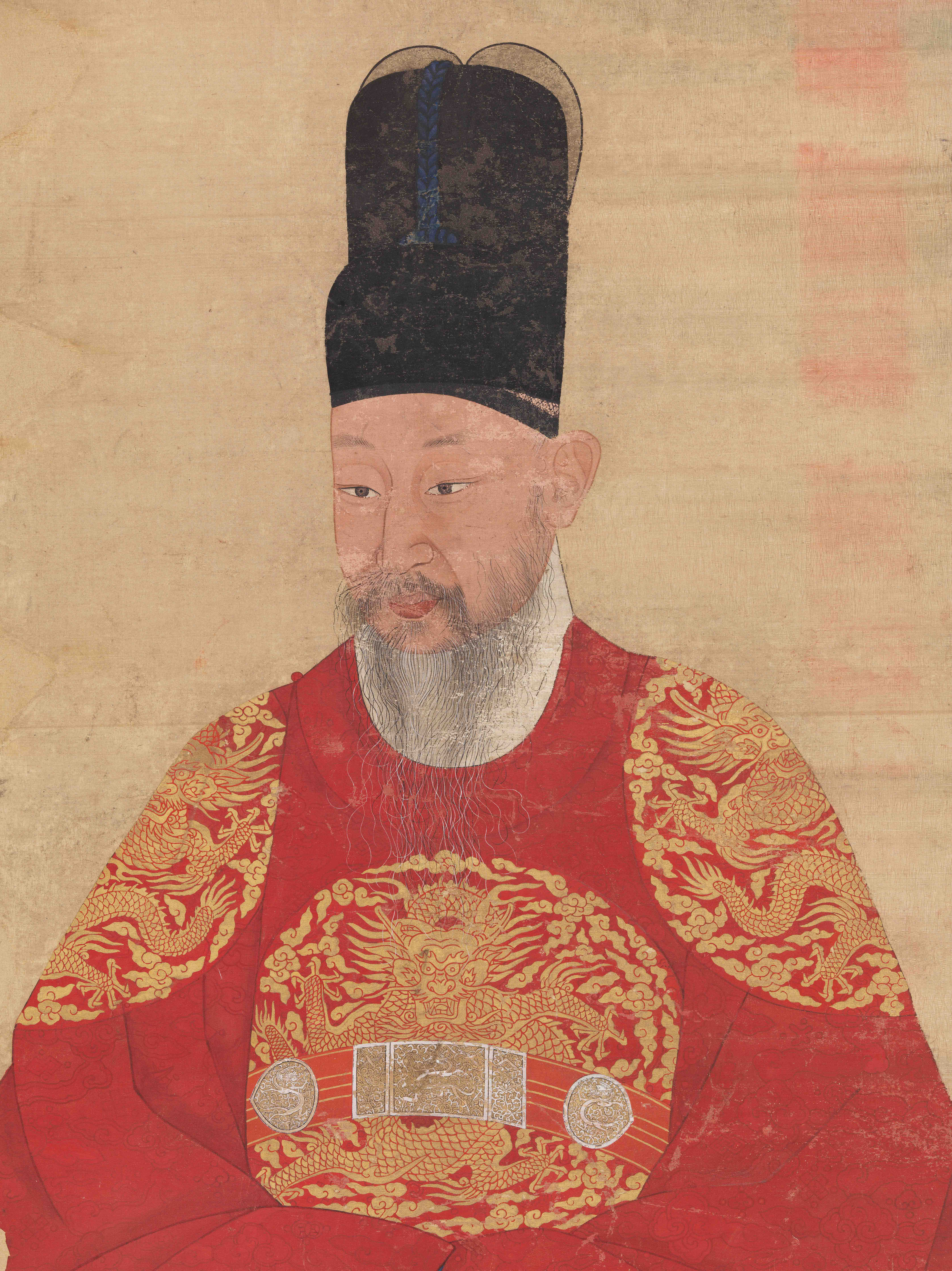
화유옹주의 아버지 영조

1740년(영조 16년) 9월 29일, 영조와 숙원 조씨(淑媛 趙氏, 귀인 조씨)의 둘째 딸로 태어났다.
1746년(영조 22년), 비망기를 내려 옹주를 화유옹주(和柔翁主)로 삼는다고 전교하였다.
1752년(영조 28년) 10월 5일, 호조참판(戶曹參判) 황재(黃梓)의 아들인 창성위(昌城尉) 황인점(黃仁點)과의 혼인이 결정되었지만 그해 11월 화협옹주가 사망하자 영조는 화유옹주의 길례를 중지할 것을 명하였다.
1753년(영조 29년) 2월 27일, 황인점과 혼인하였고, 2년 후에 출궁하였다. 이후에도 영조는 여러 차례 화유옹주의 저택에 친림하였다.

### 사망
화유옹주가 종기를 심하게 앓자, 옹주의 아들인 황기옥이 병수발을 들었다. 그러나 옹주는 1777년(정조 1년) 5월 21일에 졸하였다.
 
고(故) 재령 군수(載寧郡守) 황기옥(黃基玉)을 효자 증직 별단(孝子贈職別單)에 올렸다.
황기옥은 귀주(화유옹주)의 아들로 어려서 어머니가 종기를 앓자,
얼굴과 말에 초조한 빛을 보였으며 입으로 빨기까지 하였다.
귀주가 위독해지자 울부짖으며 하늘에 빌고 손가락을 잘라 피를 올려 생명을 하루 연장하였다.
상을 당하자 예법에 지나칠 정도로 곡을 하고 발을 굴렀는데
아비가 있었기 때문에 마음껏 슬퍼할 수 없었으나 생명을 보존하지 않을 듯이 하였다.— 《일성록》

화유옹주가 졸하자 정조는 관곽, 단주(鍛紬), 미두(米豆), 전포(錢布)를 부조하고 3년간 녹봉을 그대로 지급하라고 명하였다. 또한 친히 화유옹주의 제문을 지어 위로하였다.
화유옹주 제문(和柔翁主祭文)

아름다우신 고모님이여,
복록을 크게 하셨으니, 자손에게 미쳐서
지란(芝蘭) 같은 자손이 있네.
가아가 인끈을 차고서 남쪽 고을을 다스리게 되니
이에 위패를 받들어 때에 맞추어 풍성한 제사를 드리게 되었네.
백 년에 보기 드문 일
이보다 성대한 것이 없으니 도위가 명을 가지고 감에
내가 몸소 제문을 지어 고하게 하네.
영령이 옆에 계시는 듯하니 나의 잔을 기울이기 바라네.
 — 《홍재전서》 제22권 제문(祭文) 4, 정조 지음
현대어 번역 ⓒ 한국고전번역원 | 김홍영 (역) | 1998

황인점과 화유옹주의 묘는 경기도 부천시 여월동 산 32번지에 있으며, 화유옹주의 어머니인 귀인 조씨의 묘도 근처에 조성되어 있다.
1791년(정조 15년) 정조는 화유옹주의 아들 황기옥을 의성 현령(義城縣令)으로 봉했다.

## 가족 관계
| - 아버지 : 영조(英祖, 1694 ~ 1776) - 어머니 : 귀인 조씨(貴人 趙氏, 1707 ~ 1780) - 언니 : 옹주(翁主, 1736 ~ 1736) - 조졸 | - 부군 : 창성위(昌城尉) 황인점(黃仁點, 1740 ~ 1802) - 장남 : 황기옥(黃基玉, 1760 ~ 1794) - 며느리 : 여산 송씨(礪山 宋氏) - 장녀 : 창원 황씨(昌原 黃氏, 생몰년 미상) - 사위 : 김제만(金濟萬, 생몰년 미상) |